# Алопуа Петоа
Алопуа Петоа (англ. Alopua Petoa; нар. 24 січня 1990, Ярен, Науру) — футболіст Тувалу, який грає на позиції нападника в клубі Тувалу «Нанумага» та збірній Тувалу з футболу, у якій з 9 забитими м'ячами є найкращим бомбардиром за її історію.

## Клубна кар'єра
Алопуа Петоа народився на Науру, пізніше з родиною перебрався до Тувалу. Розпочав виступи на футбольних полях у складі команди з Тувалу «Тофага» в 2006 році. У 2012 році кілька місяців провів у нижчоліговому нідерландському клубі «Брабантія» з Ейндговена. У 2013—2014 роках Петоа грав у складі новозеландського клубу другого дивізіону «Вайтакере Сіті». У 2014 році футболіст повернувся до клубу «Тофага». З 2019 року Алопуа Петоа грає у складі іншого клубу з Тувалу «Нанумага».

## Виступи за збірну
У 2011 році Алопуа Петоа дебатував у складі збірної Тувалу. У складі збірної футболіст брав участь у Тихоокеанських іграх та Південнотихоокеанських іграх. У складі збірної на початок жовтня 2021 року зіграв 13 матчів, у яких відзначився 9 забитими м'ячами.